# Santa Maria Magdalena de Lentillà
Santa Maria Magdalena de Lentillà és una església desapareguda de la comuna nord-catalana de Vinçà, a la comarca del Conflent.
Estava situada a prop de l'extrem de ponent del terme comunal, a l'oest de la vila de Vinçà. Era a l'esquerra de la Lentillà.
És una església documentada per primer cop l'any 1600; era un edifici petit, senzill, guarnit anb un campanaret d'espadanya. Tenia una porta renaixentista a la façana sud-est.